# Nightline (Hörfunksendung)

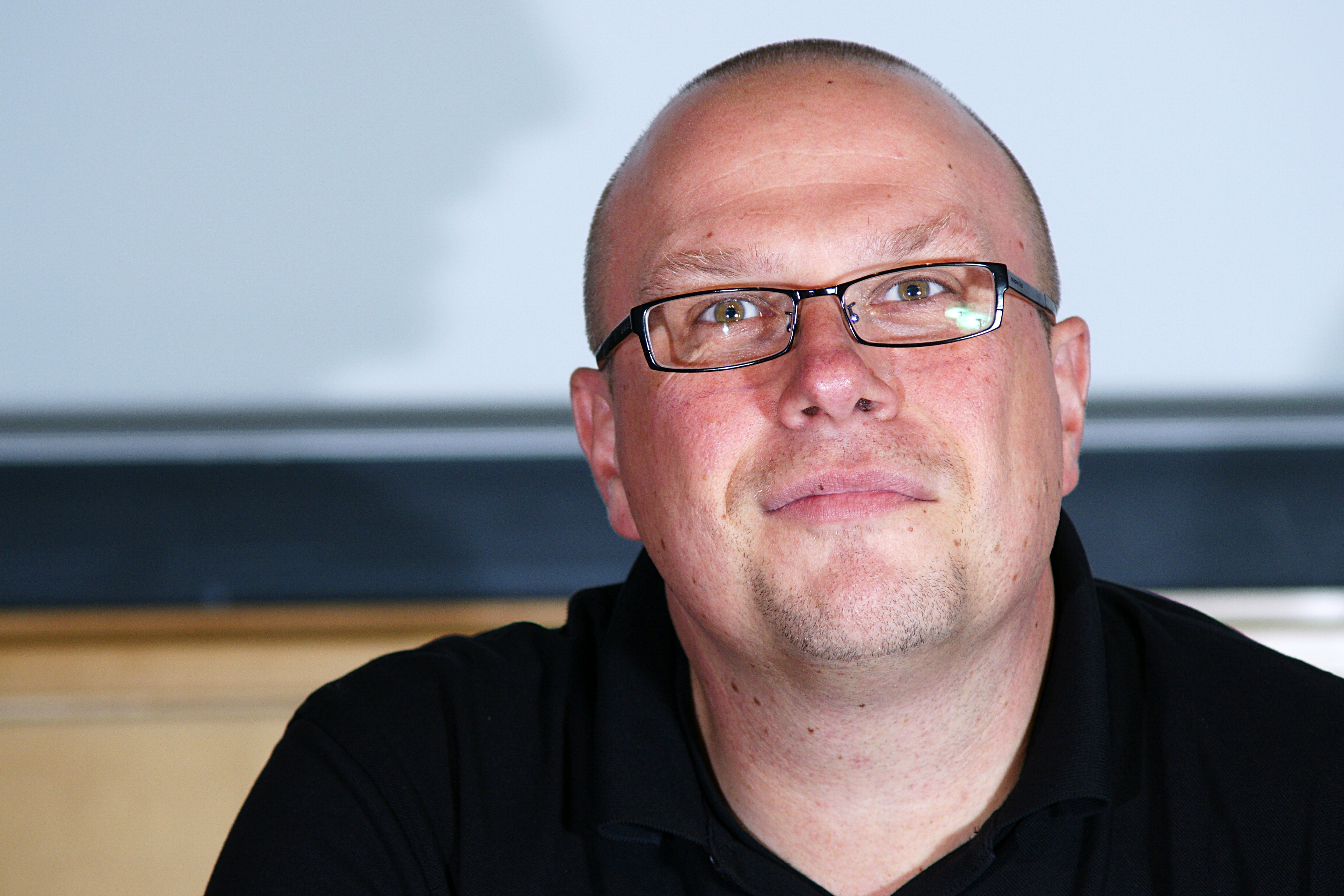
Holger Klein, einer der beiden Moderatoren der Nightline

Die Nightline war eine Radiotalkshow auf der Jugendwelle You FM des Hessischen Rundfunks. Sie wurde von Montag bis Donnerstag jeweils von 23 Uhr bis 1 Uhr ausgestrahlt. Moderiert wurde die Sendung am Anfang von verschiedenen You-FM-Moderatoren, zum Beispiel auch Andreas Bursche und Daniel Hartwich. Auch Holger Klein war damals schon dabei, machte aber zwischenzeitlich eine längere Pause. Später wurde die Sendung dann über lange Zeit hauptsächlich montags von Patricia Pantel (im Jahr 2009 für mehrere Monate vertreten von Olli Schulz) und an den restlichen Tagen von Holger Klein moderiert.
Die Nightline wurde durch die Sendung LateLine ersetzt, einer gemeinsamen Hörertalksendung der Jugendwellen der ARD, die am 12. April 2010 zum ersten Mal zu hören war.

## Themen
- Montag: vorgegebenes Thema
- Dienstag: Rätsel; hier konnten Hörer Rätsel einsenden, von denen eines pro Sendung gespielt wurde. Wenn danach noch Zeit war, wurden Black Stories gespielt.
- Mittwoch: Abschweifen, kein vorgegebenes Thema; man konnte anrufen und selbst ein Thema bestimmen.
- Donnerstag: vorgegebenes Thema